# Rolling Loud
Rolling Loud è uno dei più grandi festival al mondo dedicati esclusivamente all'hip-hop. Nella sua prima edizione, nel 2015, il festival era un evento di un giorno che si è svolto nel quartiere Wynwood di Miami. In seguito si è trasformato in un evento di tre giorni tenuto in diversi continenti.
Il festival è stato fondato da Tariq Cherif e Matt Zingler e ha ospitato alcuni degli artisti più celebri del rap, tra cui Kendrick Lamar, J. Cole, Travis Scott, Future, Playboi Carti e Lil Wayne.

## Storia

### I fondatori
Matt Zingler e Tariq Cherif, i fondatori, si sono conosciuti alla scuola elementare di Hollywood, in Florida, e sono diventati amici grazie ai loro interessi comuni, tra cui lo skateboard e il surf.
Secondo le loro dichiarazioni, Cherif, sposato e con figli, passa più tempo valutando i nuovi talenti musicali, mentre spetta a Zingler curare le scene del palco scenico e i loghi che delineano l'immagine del festival. La collaborazione tra i due è iniziata con l'organizzazione di feste al liceo, talvolta a casa della nonna di Cherif, con l'aiuto di alcuni amici. La musica di queste feste era basata principalmente su un mix di rap del sud del Midwest tra cui Ying Yang Twins, Chamillionaire e altri rappresentanti del breve boom di Houston come Nelly, St. Lunatics e gli Hot Boys.
La prima esperienza di Zingler e Cherif nella musica dal vivo professionale è stata un after-party del 2010 con Rick Ross come headliner. In seguito hanno ingaggiato rapper in tutta la Florida.

Dopo aver visto che gli spettacoli EDM stavano attirando un pubblico più ampio rispetto agli spettacoli rap hanno inventato il nome "Rolling Loud". Basandosi sui commenti dei social media hanno poi atteso che arrivasse un'idea appropriata al nome. Nel frattempo, nella loro attività si succedevano fasi positive e fasi negative. Sebbene avessero costruito una buona rete di talenti emergenti e tour turistici, quando questi talenti si sono spostati in locali più grandi con capienza di 2.000 o 2.500 persone, Cherif e Zingler non sono riusciti a tenere il passo. Tuttavia, in questo periodo hanno creato l'infrastruttura necessaria per capitalizzare i primi contatti.

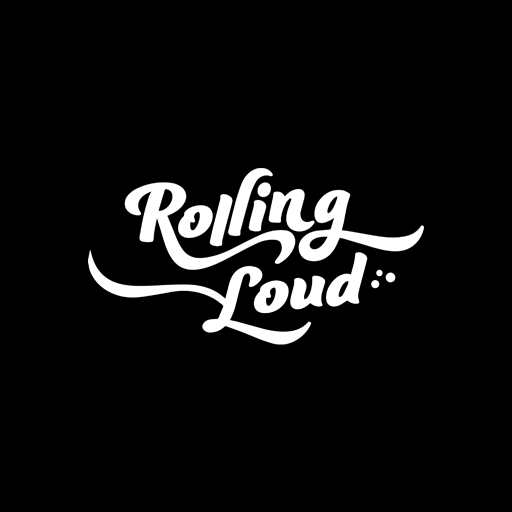
Logo Rolling Loud

### La prima edizione
Il primo festival Rolling Loud, della durata di un solo giorno, si è svolto nel febbraio 2015, con headliner come Schoolboy Q, Juicy J, Currensy e Action Bronson. Anche se il festival è stato ostacolato da lunghi ritardi a causa della pioggia e da una serie di problemi logistici, ha avuto un'accoglienza positiva e ha fornito le basi per la crescita successiva.

### L'affermazione dal 2016 al 2019

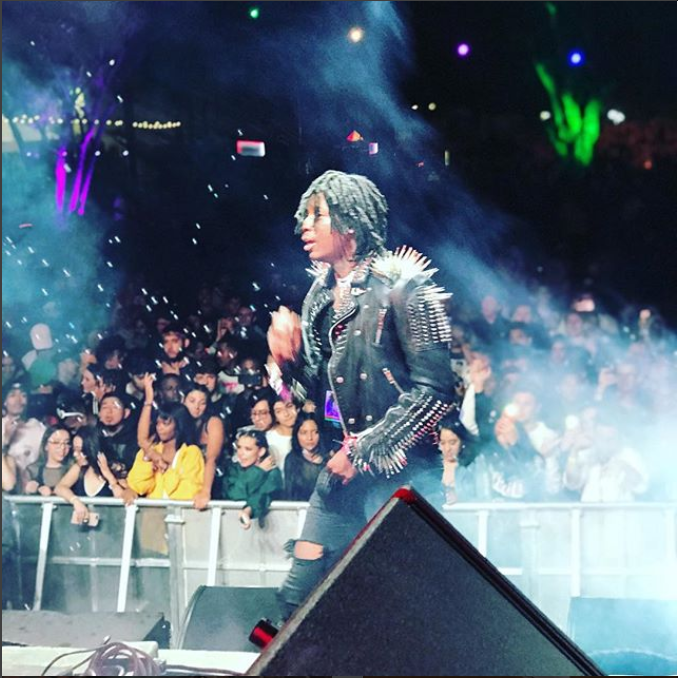
Esibizione di SahBabii a Rolling Loud 2017

Secondo diversi osservatori, Rolling Loud è stato il primo festival a cogliere il potenziale di ciò che stava accadendo su SoundCloud, una piattaforma gratuita per lo streaming e il caricamento di musica.
Nel periodo attorno al 2015, in effetti, molti artisti senza contratto discografico si sono rivolti a SoundCloud, dove potevano farsi ascoltare senza bisogno di un'etichetta. SoundCloud consentiva anche a chi proveniva da centri marginali dal punto di vista musicale come Phoenix di ottenere un buon livello di notorietà senza bisogno di passare dai centri della tradizionale industria musicale.
Nel 2016, SoundCloud ha introdotto un servizio streaming a pagamento diventando un riflesso delle tendenze popolari presenti su importanti siti di video come WorldStarHipHop, canali YouTube curati e social media. Questa sinergia ha portato alla fusione della generazione SoundCloud con emergenti provenienti da YouTube e dai social media, tra cui spicca l'esempio di Tekashi 6ix9ine, che con il singolo dell'autunno 2017 Gummo vede crescere la sua viralità sui social media e su SoundCloud.
Rolling Loud è ritenuto un esempio del modo in cui le piattaforme musicali su Internet come Spotify, Apple Music e SoundCloud hanno reso più facile scoprire musica proveniente e dal mondo intero. Tuttavia, allo stesso tempo, queste piattaforme hanno anche rafforzato il regionalismo del rap, in quanto gli artisti emergenti rispondevano all'evoluzione dell'industria hip hop pubblicando la propria musica su SoundCloud, procedendo in una direzione diversa rispetto a quella della tradizionale industria musicale. È difficile immaginare un'era precedente in cui un gruppo emergente di Los Angeles come Shoreline Mafia avrebbe ricevuto una risposta così entusiasta da una folla di Miami così presto nella sua carriera.
Grazie al successo della seconda edizione, tenutasi al Mana Convention Center del 2016 a Miami, dalla durata di due giorni, dal 6 al 7 maggio , Rolling Loud si è espanso. A partire dalla quarta edizione, del 2018, è diventato un evento di tre giorni in grado di riempire il famoso Hard Rock Stadium, casa dei Miami Dolphins della NFL. Inoltre si è espanso a livello nazionale in città come Oakland, Los Angeles e New York, e a livello globale in Australia e in Portogallo.
Cherif e Zingler affermano che l'espansione è intenzionale. La coppia riconosce l'appeal globale dell'hip-hop e vuole entrare nelle scene emergenti di altri paesi. Il duo è in grado di organizzare spettacoli internazionali coinvolgendo i talenti locali e l'aiuto di partner locali che facilitano la logistica del festival. Nel festival in Portogallo, per esempio, hanno incluso musicisti europei e portoghesi, dimostrando un rapporto con il luogo in cui si svolgeva l'evento.
Il festival è passato da avere solamente 6.000 partecipanti nel primo spettacolo del 2015 ad averne 210.000 nella quinta edizione del 2019 all'Hard Rock Stadium di Miami, il numero più alto della sua storia. 
Il festival inoltre è stato un trampolino di lancio per artisti come Young Thug, lo stesso Lil Yachty, Kodak Black e 21 Savage, che esibendosi al Rolling Loud hanno visto crescere la propria popolarità non solo dal vivo ma anche sulle piattaforme streaming e social. Una caratteristica particolare del festival sono le esibizioni a sorpresa, in quanto c'è già una line-up programmata in cui gli artisti possono far comparire a sorpresa degli ospiti. 
Dal 2020 il festival ha utilizzato piattaforme streaming come YouTube e Twitch per le esibizioni trasmesse dal vivo e archiviate su YouTube. Queste esibizioni vengono chiamate "Loud Streams"; il primo evento si è tenuto dal 12 al 13 settembre e il secondo dal 30 al 31 ottobre 2020.

### Durante la pandemia
Il 1 aprile 2020, in seguito alla diffusione del COVID-19, Rolling Loud ha annunciato che l'evento di Miami previsto per l'8 maggio sarebbe stato posticipato al 12-14 febbraio del 2021, mentre spettacoli programmati a Los Angeles, New York e in Portogallo venivano cancellati. Nel 2021 si è avuto un altro rinvio, così il Rolling Loud Portugal si è svolto dal 6 all'8 luglio 2022. 
Durante la pandemia, anche se altri festival incoraggiavano i fan a conservare i propri biglietti, Rolling Loud, un marchio relativamente nuovo, ha deciso di procedere al rimborso. 
L'ostacolo principale era che i soldi provenienti dalla vendita dei biglietti erano già stati spesi per la produzione, e i tempi di rimborso sono stati lunghi, suscitando proteste. In totale Rolling Loud restituì quasi 17 milioni di dollari ai fan. 
Per mantenere il coinvolgimento del pubblico durante il periodo di sospensione, Cherif incaricò Alex Castaldi, il responsabile delle sponsorizzazioni, di trovare una piattaforma che potesse finanziare una vasta gamma di contenuti, dalla musica in diretta streaming agli spettacoli esclusivi. Venne quindi stretto un accordo con il servizio di live streaming Twitch, che prima della pandemia era noto principalmente per lo streaming di gameplay, per produrre sei mesi di contenuti sponsorizzati. Wilson Zarzuela, che in precedenza coinvolgeva i fan tramite l'account @TeamRollingLoud, ha assunto il ruolo di guida per tutta la programmazione della partnership. Il programma settimanale di contenuti esclusivi includeva spettacoli ispirati al rap come The Rotation, un podcast gestito da Cherif, e Got Bars?, un concorso per trovare un rapper emergente da firmare. 
In aggiunta ai contenuti settimanali, Rolling Loud e Twitch hanno collaborato per organizzare quattro concerti virtuali. Nel settembre 2020, ha visto la partecipazione di Swae Lee e Ski Musk the Slump God, nonché di artisti come Polo G, Nle Choppa, Pouya e Maliibu Miitch. I due giorni hanno ottenuto un picco di streaming di oltre 4,7 milioni di spettatori. 
Dopo la pandemia, nella sesta edizione dal 23 al 25 luglio del 2021, all'Hard Rock Stadium, i partecipanti al festival hanno visto esibizioni di headliner come A$AP Rocky, Travis Scott e Post Malone, insieme al primo evento WWE SmackDown al festival con un picco di oltre 200.000 partecipanti.

### Edizione 2023

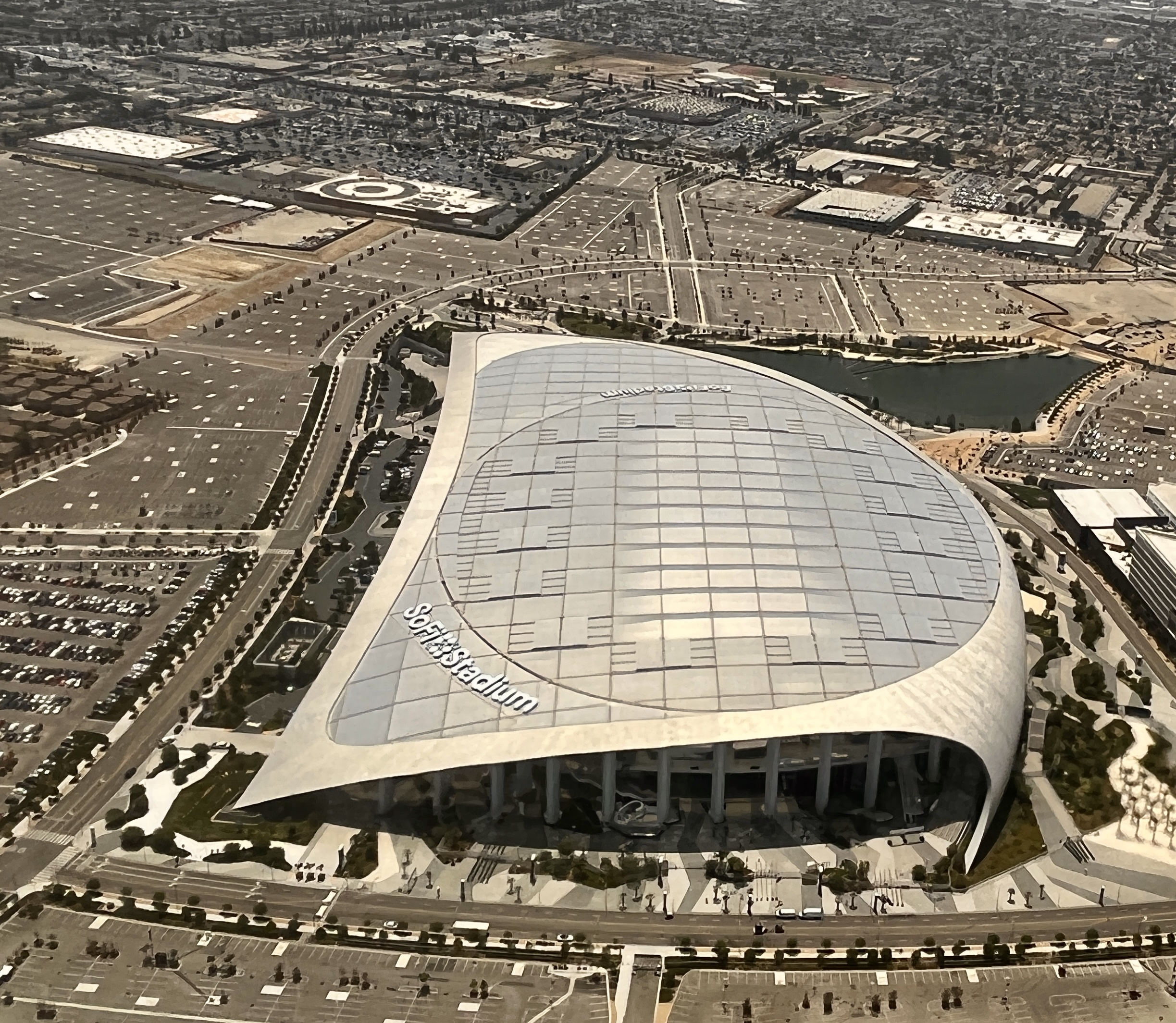
SoFi Stadium (2022)

L'edizione 2023 di Rolling Loud si è svolta all'esterno del Sofi Stadium. Gli spettatori sono stati oltre 70.000, con un tutto esaurito nell'ultimo giorno. 
Playboi Carti, Travis Scott, Future e Lil Wayne sul palco, molti artisti emergenti durante il set di Don Toliver che ha sorpreso gli ospiti portando Kali Uchis, James Blacke e Justin Bieber, il quale si esibiva per la prima volta dopo la cancellazione del suo Justice World Tour.
Tariq Cherif, cofondatore di Rolling Loud, insieme ai funzionari della città di Inglewood e allo skateboarder professionista Don Cooley hanno donato 40 skateboarder e caschi DGK agli studenti della Kelso Elementary. Elemento di maggior rilievo il ritorno di Travis Scott agli eventi dal vivo negli Stati Uniti, caratterizzato dalle sue esibizioni accompagnate da fuochi d'artificio e effetti sonori. Il 25 ottobre 2022, il festival aveva annunciato che si sarebbe svolto per la prima volta in Thailandia dal 13 al 15 aprile 2023 e che avrebbe debuttato anche in Germania dal 7 all'8 luglio 2023.

## Controversie
Durante il primo giorno di Rolling Loud a Miami nel luglio 2022, la folla ha lanciato vari oggetti contro il rapper e cantante Kid Cudi durante il suo set, inclusa una bottiglia d'acqua che gli è stata lanciata in faccia. In seguito, Cudi ha dato alla folla un ultimatum per invitarla a correggere il suo comportamento indisciplinato. Tuttavia, dopo che un altro oggetto è stato lanciato contro di lui, ha interrotto la sua performance e ha lasciato il palco. Conseguentemente poco dopo la fine del set di Cudi, il rapper Lil Durk ha iniziato il suo show e ha sorprendentemente presentato Kanye West per eseguire il loro singolo "Hot Shit".
Nel 2017, durante il Rolling Loud a Mountain View in California, il rapper Lil B è stato attaccato dal rapper A Boogie wit da Hoodie e dal suo gruppo. La sua esibizione è stata annullata, verosimilmente a causa del furto della sua attrezzatura da parte degli aggressori.

## Edizioni
| Edizione          | Anno | Date               | Stato      | Luogo                                                                           | Partecipanti principali                                     |
| ----------------- | ---- | ------------------ | ---------- | ------------------------------------------------------------------------------- | ----------------------------------------------------------- |
| I                 | 2015 | 28 febbraio        | Florida    | Soho Studios, Miami                                                             | Schoolboy Q Juicy J A$AP Ferg                               |
| II                | 2016 | 6-7 maggio         | Florida    | Mana Wynwood Production Village, Miami                                          | Future Young Thug                                           |
| III               | 2017 | 5-7 maggio         | Florida    | Bayfront Park, Miami                                                            | Kendrick Lamar Future Lil Wayne                             |
| IV                | 2018 | 11-13 maggio       | Florida    | Miami Gardens, Florida                                                          | J. Cole Travis Scott Future                                 |
| V                 | 2019 | 10-12 maggio       | Florida    | Miami Gardens, Florida                                                          | Migos Travis Scott Kid Cudi                                 |
| Cancellata        | 2020 | 8-10 maggio        | Florida    | Miami Gardens, Florida                                                          | ASAP Rocky Travis Scott Post Malone                         |
| VI                | 2021 | 23-25 luglio       | Florida    | Miami Gardens, Florida                                                          | ASAP Rocky Travis Scott Post Malone                         |
| VII               | 2022 | 22-24 luglio       | Florida    | Miami Gardens, Florida                                                          | Ye Kid Cudi Future Kendrick Lamar                           |
| VIII              | 2023 | 21-23 luglio       | Florida    | Miami Gardens, Florida                                                          | Playboi Carti Travis Scott ASAP Rocky                       |
| I (Bay Area)      | 2017 | 21-22 ottobre      | California | Shoreline Festival Grounds, Mountain View, California                           | Travis Scott Lil Wayne Schoolboy Q                          |
| I (Southern)      | 2017 | 16-17 dicembre     | California | NOS Events Center, San Bernardino                                               | Schoolboy Q Future                                          |
| II (Bay Area)     | 2018 | 15-16 settembre    | California | Oakland Coliseum Grounds, Oakland, California                                   | Wiz Khalifa Rae Sremmurd Travis Scott                       |
| II (Los Angeles)  | 2018 | 14-15 dicembre     | California | Banc of California Stadium Grounds and Exposition Park, Los Angeles, California | Post Malone Lil Wayne Cardi B Lil Uzi Vert                  |
| III (Bay Area)    | 2019 | 14-15 dicembre     | California | Oakland Coliseum Grounds, Oakland, California                                   | Future G-Eazy Migos Lil Uzi Vert                            |
| III (Los Angeles) | 2019 | 10-12 dicembre     | California | Banc of California Stadium Grounds and Exposition Park, Los Angeles, California | Chance the Rapper Lil Uzi Vert Future A$AP Rocky            |
| IV                | 2021 | 10-12 dicembre     | California | NOS Events Center, San Bernardino, California                                   | J. Cole Kid Cudi Future                                     |
| V                 | 2023 | 3-5 marzo          | California | Hollywood Park Grounds, Inglewood, California                                   | Playboi Carti Travis Scott Future                           |
| I                 | 2019 | 12-13 ottobre      | New York   | Citi Field, Queens, New York City                                               | Travis Scott Meek Mill Wu-Tang Clan A$AP Rocky Lil Uzi Vert |
| II                | 2021 | 28-30 ottobre      | New York   | Citi Field, Queens, New York City                                               | 50 Cent J. Cole Travis Scott                                |
| III               | 2022 | 23-25 settembre    | New York   | Citi Field, Queens, New York City                                               | Nicki Minaj A$AP Rocky Future                               |
| I                 | 2019 | 27 gennaio         | Australia  | Sydney Olympic Park,Sydney, Australia                                           | Future                                                      |
| Cancellata        | 2020 | 8-10 giugno        | Portogallo | Praia da Rocha, Portimão, Portugal                                              | A$AP Rocky Future Wiz Khalifa                               |
| I                 | 2022 | 6-8 luglio         | Portogallo | Praia da Rocha, Portimão, Portugal                                              | J. Cole A$AP Rocky Future                                   |
| II                | 2023 | 5-7 luglio         | Portogallo | Praia da Rocha, Portimão, Portugal                                              | Travis Scott Playboi Carti Meek Mill                        |
| I                 | 2022 | 9-11 settembre     | Toronto    | Ontario Place, Toronto, Canada                                                  | Dave Future Wizkid                                          |
| I                 | 2023 | 30 giugno-1 luglio | Rotterdam  | Rotterdam Ahoy, Rotterdam, The Netherlands                                      | Kendrick Lamar Travis Scott                                 |
| I                 | 2023 | 7-9 luglio         | Germania   | Neue Messe München, Monaco di Baviera, Germany                                  | Wizkid (cantante) Kendrick Lamar Travis Scott               |
| I                 | 2023 | 13-15 aprile       | Thailandia | Legend Siam, Pattaya, Thailand                                                  | Cardi B \| Chris Brown \| Travis Scott                      |